# Collazzone
Collazzone es una localidad italiana de la provincia de Perugia, región de Umbría, con 3.478 habitantes.

## Evolución demográfica
| Gráfica de evolución demográfica de Collazzone entre 1861 y 2001 |
|                                                                  |
| Fuente ISTAT - Elaboración gráfica por parte de Wikipedia        |